# Edward Zwick
Edward Zwick, född 8 oktober 1952 i Chicago, Illinois, är en amerikansk filmregissör, manusförfattare och filmproducent.
Zwick är mest känd för att ha regisserat Den siste samurajen (2003) och Blood Diamond (2006).

## Filmografi (urval)
- 1986 – Härom natten (regi)
- 1987-1990 - Livet runt trettio (TV-serie; manus, regi och produktion)
- 1989 – Ärans män (regi)
- 1994 – Höstlegender (regi och produktion)
- 1996 – I sanningens namn (regi)
- 1998 – Belägringen (manus, regi och produktion)
- 1998 – Shakespeare in Love (produktion)
- 2000 – Traffic (produktion)
- 2001 – I Am Sam (produktion)
- 2003 – Den siste samurajen (manus, regi och produktion)
- 2006 – Blood Diamond (regi och produktion)
- 2008 – Motstånd (manus, regi och produktion)
- 2010 – Love and Other Drugs (manus, regi och produktion)
- 2016 – Jack Reacher: Never Go Back (manus och regi)
- 2017 – American Assassin (manus)